# Универзитет у Лунду
Универзитет у Лунду (швед. Lunds universitet) је јавни истраживачки универзитет у Лунду, Шведска. Основан je 1666. године. Универзитет је водећа институција вишег образовања у Шведској и један од највећих у земљи.

## Историја
Основан 1666. године, други је по старости универзитет у Шведској после Универзитета у Упсали, заједно с којим представља два традиционална седишта вишег образовања у земљи.
Лунд има дугу историју научног центра. Донацијом данског краља Кнута Великиог је 1085. године основано прво формално училиште у граду, у виду катедралне школе за обуку свештенства. Ово чини Катедралну школу у Лунду (данас једна од неколико средњих школа у граду) најстаријим училиштем у Скандинавији.
Прва институција вишег образовања у граду те у целој Скандинавији била је такозвано studium generale (средњовекно више училиште), основано 1438. године, које су водили монаси фрањевачког манастира. Остаци од овог периода су ретки и не зна се кад је тачно кад је ово училиште престало да постоји, али вероватно је нестало с прогнањем монаха у вези с протестантском реформацијом у тадашњој Данској, негде после 1536. године.
Данашњи универзитет утврђен је 1666. године од стране Карла XI, након што је Шведска освојила покрајину Сканије. На почетку, универзитет је по традицији (исто као и Упсалски) имао четири факултета: теолошки, филозофски, правни и медицински. Настава се у раном добу одржавала у Лундској катедрали, мада су убрзо оближње зграде ушле у употребу. Током 18. века, универзитет је доживео значајан пораст. Средином 20. века основани су факултети природно-математички и друштвених наука, а потом и економски, уметнички и технолошки. Данас је Универзитет у Лунду један од највећих универзитета у Северној Европи.

## Преглед
Универзитет има девет факултета: економски, филозофско-теолошки, правни, уметнички, технолошки, медицински, природних наука и друштвених наука. Поред матичног града, има филијале у Малмеу и Хелсингборгу. Годишње, на универзитету учи око 40.000 студената, што га чини једним од највећих институција вишег образовања у северној Европи. Доследно рангира међу најбољих 100 универзитета на свету.
У склоп универзитета спада Универзитетска библиотека у Лунду која је, уз Краљевску библиотеку у Стокхолму, депозиторна библиотека Шведске задужена за чување обавезних примерака на неодређену будућност. Са универзитетом је такође повезана Универзитетска болница Сканије.

### Настава и истраживање
На универзитету се врши настава на свим нивоима. Већина програма студија се проводе првенствено на шведском језику, али постоје програми на енглеском језику на свим нивоима. Све студије претпостављају знање енглеског и литература која се користи на основним односно магистарским студијама је често на енглеском и за шведске студенте.
Универзитет у Лунду је водећа истраживачка институција у Шведској у свим академским пољима. Скорашњи пројекти укључују саградњу лабораторија MAX IV и ESS. MAX-IV је шведска национална лабораторија за рад са синхротронским зрачењем, отворена 2016. године, која је једна од лабораторија са најснажнијим извором синхротронског зрачења на свету. ESS (енг. Еuropean Spallation Source) је међународни европски центар за истраживање у изграднњи, који ће служити за научни рад помоћу спалације и који ће по предвиђеном отварању 2023. године бити најснажнији извор неутрона на свету.
Универзитет је члан Лиге истраживачких универзитета Европе и светске мреже истраживачких институција Universitas 21.

### Изуми и проналасци
Tetra Pak, машина за дијализу, први имплантабилни пејсмејкер, дијагноза помоћу ултразвука и Блутут су неки од изума који се повезују са универзитетом, као и откриће функције допамина у нервном систему, за које је 2000. године додељена Нобелова награда.

### Знаменити бивши припадници
Међу бившим студентима и запосленима универзитета проналазе се отац таксономије Карл фон Линe, физичар Мане Сигбан (Нобелова награда 1924.), оснивач компаније Tetra Pak Ханс Раусинг, дугогодишњи премијер Шведске Таге Ерландер, математичар Ларс Валтер Хормандер (Филдсова медаља 1962.), нефролог Нилс Авал, економиста Бертил Олин (Нобелова награда 1977.), биохемичари Суне Бергстрем и Бенгт Самуелсон (Нобелова награда 1982.), неурофармаколог Арвид Карлсон (Нобелова награда 2000.), правница Рут Бејдер Гинсберг.